# Melodic death metal
Melodic death metal (còn được gọi là melodeath) là một subgenre của death metal, kết hợp giai điệu của New Wave of British Heavy Metal (NWOBHM) với cường độ âm thanh của death metal. Thể loại này còn được biết đến với tên Gothenburg metal, chỉ một thành phố của Thụy Điển, nơi khởi nguồn dòng nhạc này. Ban đầu dòng nhạc này kết hợp phong cách hòa âm và những giai điệu của heavy metal với những âm thanh và vocal harsh thrashing của death metal. Về sau thể loại này phát triển với nhiều ảnh hưởng khác nhau, một trong những sự phát triển nổi bật là sự bổ sung của keyboard. Melodic death metal chứa đựng nhiều melodic guitar riff, melodic solo, và âm thanh guitar thùng hơn so với death metal truyền thống. Nó cũng chứ đựng nhiều hơn những lyric dễ hiểu với death growl truyền thống và thêm vào screaming vocal.

## Nền tảng
Sự sáng tạo nên melodic death metal được công nhận bởi 3 ban nhạc từ Gothenburg, Thụy Điển, những ban nhạc vào thời điểm đó đã liên kết với nhau: In Flames, Dark Tranquillity và At the Gates. Một vài ban nhạc melodic death metal từ vùng Scandinavian kết hợp thể loại này với một vài thể loại metal khác như progressive metal, power metal (v.d Children Of Bodom), viking metal (v.d Ensiferum), symphonic metal (v.d Eternal Tears of Sorrow), thrash metal (v.d The Haunted và Arch Enemy), doom metal (v.d Swallow the Sun) và folk metal (v.d Falchion).
Vào cuối những năm 1990, nhiều ban nhạc melodic death metal đã thay đổi phong cách bằng cách thêm vào nhiều yếu tố melodic; nhiều hơn những điệp khúc melodic và riff và sử dụng keyboard nhiều hơn. Cũng có nhiều ban nhạc melodic death metal loại bỏ khỏi lyrics những chủ đề về cái chết, máu và sự giết chóc thường thấy trong những nhóm death metal.

## Âm hưởng Gothenburg
Một sự đóng góp nổi tiếng cho melodic death metal là phong cách Gothenburg, đặt theo tên thành phố mà phong cách này hình thành. Không chắc chắn là ban nhạc nào đã hình thành nên âm hưởng Gothenburg, tuy vậy, Dark Tranquillity, At the Gates, và In Flames được chấp nhận rộng rãi là ba nhóm nhạc mở đường cho phong cách này. Họ cũng là một trong những ban nhạc nổi tiếng tập luyện nó, với những ban nhạc mới hơn như Arch Enemy và The Haunted là những nhánh riêng của Carcass và At the Gates. Một vài ban nhạc nổi tiếng khác của phong cách Gothenburg là Soilwork, Nightrage, Gardenian và Dissection trong album cuối cùng Reinkaos.

## Các vùng
Hầu hết những ban nhạc melodic death metal đến từ Scandinavian và vũng Bắc Âu, đặc biệt là Thụy Điển và Phần Lan. Trong thập niên trước, một vài ban nhạc melodic death metal đã nổi lên, vượt ra khỏi biên giới Phần Lan, Insomnium, Kalmah, Mors Principium Est, Norther, và Children of Bodom. Trong những nam gần đây, thẻ loại này đã trở nên nổi tiếng hơn, gia tăng sự ảnh hưởng ở vùng Bắc Mỹ, đặc biệt là giữa nhưng fan ở Bắc Mỹ của những ban nhạc Scandinavian vẫn tiếp tục di tiên phong trong thể loại này cho đến ngày hôm nay; modern metalcore và gần đây là deathcore chịu ảnh hưởng của melodic death metal gồm những ban nhạc The Black Dahlia Murder và Himsa. Melodic death metal cũng được phổ biến tới Australia với những ban nhạc nổi tiếng của vùng bao gồm Switchblade, Daysend, Infernal Method. Ngoài ra còn một vài vùng nhỏ ở những nơi khác bao gồm các ban nhạc Disarmonia Mundi (Italy), Blood Stain Child (Japan), và Death Scythe (Mexico).